# Julian i Bazylissa
Julian Egipski, cs. Swiaszczennomuczenik Iulian Jegipietskij i Bazylissa Egipska, cs. Prepodobnomuczenica Wasilissa Jegipietskaja (zm. ok. 302 lub 313) – małżeństwo umęczone w Antiochii w Syrii za czasów Dioklecjana, lub co bardziej prawdopodobne, w Antinoopolis w Egipcie, święci Kościoła katolickiego i prawosławnego, męczennicy chrześcijańscy.

## Życiorys
Julian pochodził z rzymskiej rodziny z Arsinoe w Egipcie. Przymuszony do małżeństwa w wieku osiemnastu lat, postanowił, za zgodą żony Bazylissy, żyć w dziewictwie. Po śmierci rodziców małżonkowie całkowicie oddali się Bogu. Julian założył monaster męski, a Bazylissa żeński. Oboje sprawowali funkcje przełożonych wspólnot. Wkrótce mniszka Bazylissa zmarła uznana za męczennicę.
Podczas prześladowań chrześcijan doniesiono namiestnikowi Marcjanowi na Juliana, gdy w swoim domu dawał schronienie kapłanom i osadzono go w więzieniu. Tam nawrócił dwudziestu żołnierzy rzymskich. Został w końcu poddany torturom, kiedy Kelsos (łac. Celsus), prawdopodobnie pogański syn Marcjana, uwierzył w Jezusa po wskrzeszeniu poganina nazwanego Anastazym. Również jego matka Marcjanilla (Marcionilla), będąca świadkiem tego wydarzenia, porzuciła pogaństwo. Ochrzcił ich kapłan imieniem Antoni. Wszyscy zostali ścięci mieczem wraz z 20 żołnierzami i 7 młodzieńcami.

## Kult
Ich wspomnienie liturgiczne umieszczono w różnych Martyrologiach pod różnymi datami: 6, 8 lub 9 stycznia, 13 lutego lub 21 czerwca.
Obecnie w Kościele katolickim święci małżonkowie wspominani są, za Martyrologium Rzymskim, 6 lub 9 stycznia obok wspomnienia towarzyszy.
Cerkiew prawosławna wspomina męczenników 8/21 stycznia (za łac. Greek Menaea), tj. 21 stycznia według kalendarza gregoriańskiego.
Relikwie świętych małżonków Juliana i Bazylissy znajdują się w kryształowej trumnie w katedrze w Chieri w Piemoncie. Znajduje się tu również srebrna figura przedstawiająca św. Juliana jako rzymskiego żołnierza z mieczem i palmę, chociaż Julian nigdy nie był żołnierzem rzymskim.